# Бабушка (мультфильм)
«Бабушка» — российский мультипликационный фильм режиссёра Андрея Золотухина 1996 года. Творческо-производственное объединение художественной мультипликации Свердловской киностудии.

## Сюжет
Анисье Фёдоровне посвящается…
«Один раз один Мальчик вышел на балкон и стоит.

А с другого балкона одна Девочка ему красивую куклу показывает.

Мальчик куклу увидел — и сразу влюбился.

Перешагнул через перила.

И упал вниз.»
Мальчик в больнице, голова перебинтована. Бабушка хочет, чтобы Мальчик не испугался на всю жизнь: «Ну ударился, ну и что». Лечит его своими способами: нарисовать жар, ходить, дойти самому до дома, забрать домой подожженного голубя.
«А Девочка на балконе со своей куклой – дура, оказывается»
 дразнит Мальчика куклой на верёвочке.
«Бабушка думает: как его ещё выздоравливать? И придумала.»
 Делает вид, что курит, чтобы он её папиросы водой залил. Потом наряжается в Смерть, чтобы напугать Мальчика спросонья.

Когда Мальчик выздоравливает, Бабушка отправляет его в магазин, купить подарков. Мальчик покупает подарок красивой, недосягаемой Маме. А Бабушка сидит одна, усталая.

## Создатели фильма
- Режиссёр — Андрей Золотухин
- Сценарист — Надежда Кожушаная
- Художник-постановщик — Андрей Золотухин
- Художники-аниматоры: Андрей Золотухин, Анатолий Васильев, Оксана Черкасова, Юлия Черкасова, П. Закревский, Е. Алексеев, Н. Беликова
- Оператор — Зоя Киреева
- Монтаж С. Боброва
- Композитор — Олег Каравайчук
- Звукорежиссёр — Надежда Шестакова
- Роли озвучивали: Иван Золотухин, Т. Зуровская Е. Боярских
- Продюсеры: Валентина Хижнякова, Александр Герасимов
- Директор — Валентина Хижнякова

## Художественные особенности
Фильм сделан в технике рисованная мультипликация и, частично, ротоскопирование. В данной технике предварительно снимают актёров, затем обрисовывая проекции снятого видео вручную. В фильме использованы документальные и игровые кадры.
Мальчик — Иван Золотухин
 Бабушка — Анисья Фёдоровна Фомичёва
Медсёстры — Оксана Черкасова, Юлия Черкасова
«Новейшая история отечественного кино», Лариса Малюкова:

Стилистику «Бабушки» отличает почти рахметовский аскетизм: в прикосновениях остро отточенного карандаша к белому листу дрожит зыбкое пространство огромного мира с развевающимися на сквозняке снежными простынями — и в эту страшноватую и притягательную белую бесконечность вступает крошка-герой. Карандашный рисунок стилизован под этюд с едва прописанным фоном, линия движения словно надломлена едва ощутимой неправильностью. И в продуманной невыверенности авторского жеста ощутимо дыхание подлинной жизни.

## Призы и награды
- 1996 — Приз «Зелёное яблоко — золотой листок» (Лучшему режиссёру анимационного кино)
- 1997 — «Святая Анна» (Лучший анимационный фильм, II премия)
- 1997 — МКФ «КРОК», в Киеве (Специальный приз жюри)
- 1997 — МКФ молодого кино «Кинофорум» (Спец. приз жюри)[3]
- 1997 — Открытый российский фестиваль анимационного кино в Тарусе (Лучший дебютный фильм)
- 1997 — Открытый российский фестиваль анимационного кино в Тарусе (Лучшая драматургия)
- 1998 — МКФ «Fantoche» в Бадене (Приз за лучший первый фильм)
- 1999 — Нью-Йоркский показ к/м кино- и видеофильмов (Приз Gold Animation)

## Публикации сценария
- Собрание сочинений Надежды Кожушаной «Зеркало для героя» в двух томах. Том второй «Простое число», Центр культуры и просвещения «СЕАНС», Санкт-Петербург, 2017 г.
- Журнал «Киносценарии» , 1996 г., № 3, Надежда Кожушаная «Про бабушку».